# Frank Albertson
Frank Albertson (Fergus Falls, 2 februari 1909 – Santa Monica, 29 februari 1964) was een Amerikaans acteur.

## Biografie
Albertson speelde in meer dan 100 films en tv-series, vaak ging het om bijrollen. In 1946 speelde hij Sam Wainwright in de kerstklassieker It's a Wonderful Life. In 1960 speelde hij Tom Cassidy in Psycho. Zijn laatste tv-optreden was in een aflevering van The Andy Griffith Show op 19 mei 1964, toen hij al drie maanden overleden was. 
Hij was in zijn slaap overleden aan een hartaanval. Hij had vijf kinderen uit twee huwelijken. 